# フルダーバード

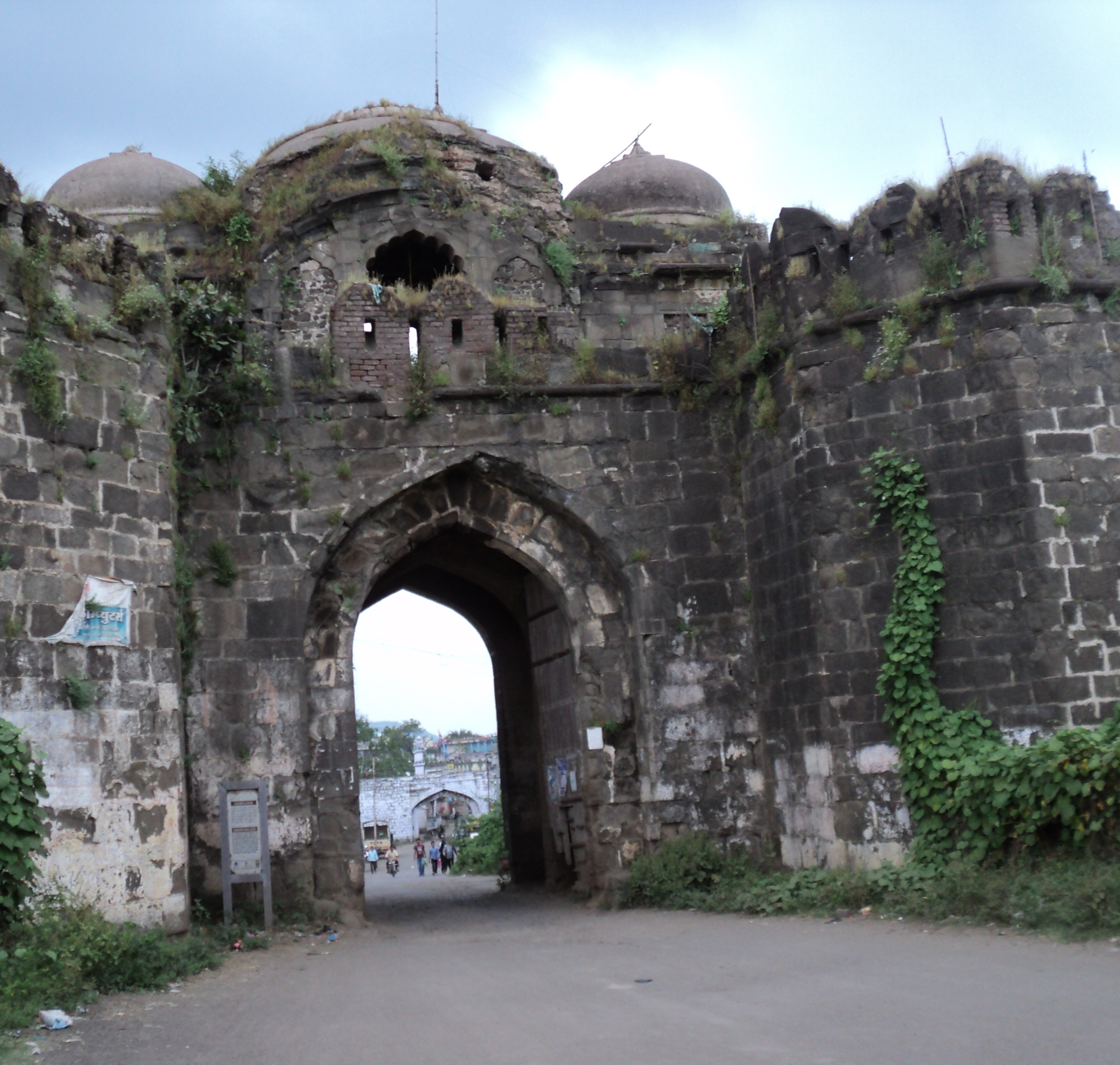
フルダーバードの門

フルダーバード（マラーティー語：खुलताबाद, 英語：Khuldabad）は、インドのマハーラーシュトラ州、アウランガーバード県の都市。ムガル帝国の皇帝アウラングゼーブをはじめとする著名人、ならびにスーフィー聖者の墓が多数存在するから、「聖者の谷」とも呼ばれている。

## 歴史

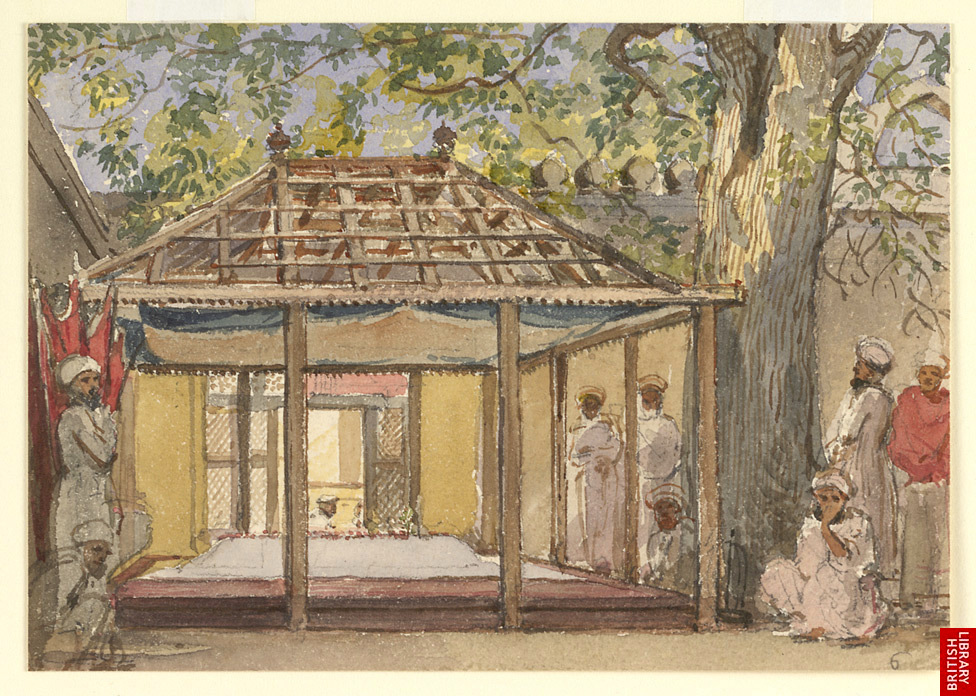
アウラングゼーブの墓廟（1890年）

この地は数々のスーフィー聖者の墓が建てられ、言うなればイスラームの聖地ともいえる存在であった。
17世紀、ムガル帝国の皇帝アウラングゼーブが「フルド・マカン」（Khuld-makan）という公文書を作成した。それにより、この地はフルダーバードと呼ばれるようになった。
1707年3月3日、アウラングゼーブがアフマドナガルで死亡すると、翌日にその遺体はフルダーバードにあるザイヌッディーン・シーラーズィーの墓のそばへと埋葬された。その墓は屋根のない白大理石の非常に質素なものである。
その数か月後、争いに敗れて死亡したアウラングゼーブの息子アーザム・シャーもまた、フルダーバードへと埋葬された。
1714年、マラーター王国の王シャーフーは帝国への恭順の意を示すためにフルダーバードへ訪れ、アウラングゼーブの墓の前に膝眞づいた。

## 地理
フルダーバードは北緯20度03分 東経75度11分 / 北緯20.05度 東経75.18度に位置している。近郊にはアフマドナガル、アウランガーバード、ダウラターバードが存在する。

## ギャラリー
- ブルハーヌッディーン・ガーリブの墓廟
- マリク・アンバルの墓廟
- ザイヌッディーン・シーラーズィーの墓廟
- アウラングゼーブ廟
- アーザム・シャーとその妻の墓廟